# Alsóvárca
Alsóvárca falu Romániában, Máramaros megyében, Oarța de Jos központja.

## Fekvése
Máramaros megyében, a Bükk-hegység keleti felén, Szilágycsehtől északnyugatra, Középvárca keleti szomszédjában fekvő település.

## Története
Nevét az oklevelek 1391-ben említették először Trywarcha néven. ekkor három Várca nevű hely volt egymásmellett: Felsővárca, Középvárca és Alsóvárca. 1475-ben pedig már Alsowarcza néven írták nevét.
1543-ban a Drágffy család birtoka volt a település, majd a Drágffy család kihalta után a kincstárhoz került, amely Báthory Györgynek és nejének adta, később azonban hűtlenség címén elvette tőlük és a Gyulafiaknak adta.
1676-ban Barcsai Judit Alsó- és Középvárcai birtokán Kapi György és Bethlen Farkasné Ostrosith Borbála osztozott meg.
1797 évi összeíráskorkor Alsóvárca birtokosai báró Bornemissza József, gróf Bethlen Sámuel, gróf Teleki Imre, gróf Gyulai József, gróf Bethlen Lajosné, gróf Toroczkai Pál és gróf Bethlen Gergely voltak.
1847-ben 554 lakosa volt a településnek, valamennyi görögkatolikus.
1890-ben 714 lakosából 44 német nyelvű, 665 oláh, 2 egyéb nyelvű. Ebből római katolikus 5, görögkatolikus 570, izraelita 44 fő volt.
Alsóvárca a trianoni békeszerződés előtt Szilágy vármegye Szilágycsehi járásához tartozott.

## Nevezetességek
- Görögkatolikus templom.